# I testamenti
I testamenti (The Testaments) è un romanzo distopico di Margaret Atwood del 2019, sequel de Il racconto dell'ancella e che segue le vicende di Zia Lydia, Agnes e Daisy.

## Trama
Le vicende del romanzo sono ambientate circa quindici anni dopo la fine de Il racconto dell’ancella. Tramite l’espediente letterario del ritrovamento delle trascrizioni di due testimonianze e di un documento olografo, viene presentato un triplice punto di vista su personaggi secondari nella narrazione del primo romanzo: Zia Lydia, Daisy che si rivela essere Baby Nicole, la secondogenita di June, figlia illegittima del Comandante Waterford e Serena Joy, avuta in segreto con Nick, per intercessione di Serena e infine Hannah, la primogenita di June che, dopo esser stata deportata a Gilead a seguito del rapimento della madre, ha vissuto la sua infanzia nella Casa del Comandante Kyle. I tre filoni narrativi, in un primo momento lontani fra loro, al termine del romanzo si congiungono fra loro, narrando i retroscena dell’impresa della fuga dal regime. Il filone narrativo di Ardua Hall, luogo dove risiedono le zie, narra gli antefatti che precedono l’ascesa al potere di Gilead. Analogamente al primo romanzo, il finale presenta un espediente metanarrativo, secondo il quale nel futuro, precisamente nel 2197, si tengono dei convegni indetti dal Consiglio di studi Galaadiani, atti a ricostruire le vicende storiche della Repubblica di Gilead.

## Premi
Il romanzo ha vinto il prestigioso Booker Prize nel 2019, a pari merito con Ragazza, donna, altro di Bernardine Evaristo.

## Edizioni
- Margaret Atwood, I testamenti, traduzione di Guido Calza, Scrittori, Ponte alle Grazie, 2019,  p. 502, ISBN 978-8833312415.